# Pseudocalotes microlepis
Pseudocalotes microlepis är en ödleart som beskrevs av  George Albert Boulenger 1888. Pseudocalotes microlepis ingår i släktet Pseudocalotes och familjen agamer. Inga underarter finns listade i Catalogue of Life.